# Монозомик
Монозомик је ћелија која садржи један хромозом мање од нормалног броја, односно, уместо пара неког хромозома она садржи само један (лат.mono = један). Хумана ћелија која је монозомик за неки хромозом има укупно 45 хромозома. Монозомије аутозома су по правилу леталне и ембрион са аберантним кариотипом ове врсте у највећем броју случајева бива спонтано побачен до 3. месеца гестације. С друге стране највећи број монозомија полних хромозома су вијабилне.